# Mitrasacme maritima
Mitrasacme maritima är en tvåhjärtbladig växtart som beskrevs av C.R. Dunlop. Mitrasacme maritima ingår i släktet Mitrasacme och familjen Loganiaceae. Inga underarter finns listade i Catalogue of Life.